# Tetricus II
Gaius Pius Esuvius Tetricus, bekend als Tetricus II, was Caesar (onderkeizer) van het Gallische keizerrijk, onder zijn vader Tetricus I, van 273 tot de herfst van 274.
Tetricus' geboortedatum of -jaar zijn onbekend, evenals de naam van zijn moeder. In 273 werd hij door zijn vader tot Caesar benoemd, en in het jaar erop werd hij op 1 januari voor het eerst consul, samen met zijn vader.
Na de nederlaag van het Gallisch keizerlijke leger tegen Aurelianus in de herfst van 274 in de slag bij Châlons gaven Tetricus en zijn vader zich over: het Gallische keizerrijk hield op te bestaan. Ze werden beiden meegevoerd in Aurelianus' triomftocht, maar werden wel gespaard. De jonge Tetricus zou volgens sommige bronnen later nog senator zijn geworden. De sterfdata van Tetricus I en II zijn onbekend, ze leefden zeker nog enige tijd in relatieve rust in het herenigde Romeinse Rijk.
Er zijn munten gevonden waar kennelijk Tetricus II op staat afgebeeld als Augustus. Mogelijk had zijn vader hem dan ergens halverwege 274 benoemd tot medekeizer. Het is echter ook goed mogelijk dat de munten latere barbaarse vervalsingen zijn, of eventueel munten van Tetricus I.